# عظم سمسمي
العظم السمسمي (باللاتينية: ossa sesamoidea) عظام مسطحة صغيرة تشبة بذور السمسم تقع بالقرب من الأربطة والمفاصل كما في عظام الرضفة في الركبة.